# Ministerium für Infrastruktur und Digitales des Landes Sachsen-Anhalt

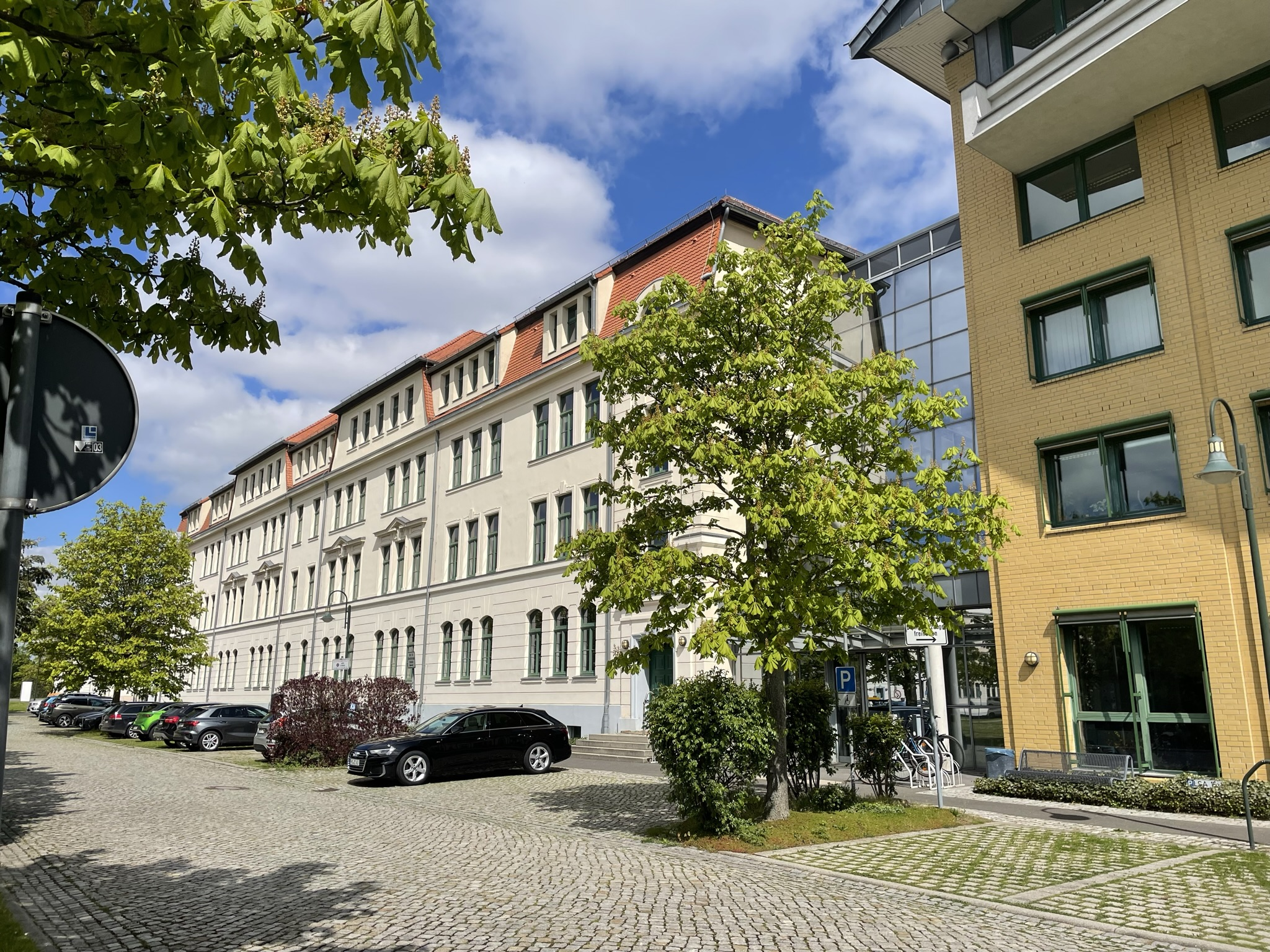
Hauptsitz in Magdeburg

Das Ministerium für Infrastruktur und Digitales des Landes Sachsen-Anhalt ist ein Landesministerium von Sachsen-Anhalt. Es gehört zur Landesregierung von Sachsen-Anhalt.
Das Ministerium sitzt in der Turmschanzenstraße 30 im Areal der ehemaligen Angerkaserne in Magdeburg. Seit dem 16. September 2021 ist Lydia Hüskens die Ministerin, ihr stehen Sven Haller (Amtschef) und Bernd Schlömer (Beauftragter der Landesregierung für Informations- und Kommunikationstechnologie – CIO) als Staatssekretäre zur Seite.

## Geschichte
Nach dem Zweiten Weltkrieg bestanden zunächst noch keine Ministerien. In der 1945 gebildeten „Provinzialverwaltung Sachsen“ war für Verkehr ein Vizepräsident zuständig. 1946 wurde dann ein Ministerium für Wirtschaft und Verkehr gegründet, welches 1949 zunächst aufgespalten wurde. 1950 wurden sie wieder zum Ministerium für Wirtschaft, Industrie, Aufbau und Arbeit zusammengelegt, welches bis zur Auflösung des Landes 1952 bestand.
Das heutige Ministerium wurde 1991 als Ministerium für Raumordnung, Städtebau und Wohnungswesen aus einer Abteilung des Innenministeriums (Städtebau und Wohnungswesen) und den in der Staatskanzlei angesiedelten Referaten für Raumordnung und Landesplanung gegründet. 1994 kam der Bereich „Verkehr“ aus dem Wirtschaftsministerium hinzu und der Bereich „Raumordnung“ wurde an das Umweltministerium abgegeben, seitdem hieß die Behörde Ministerium für Wohnungswesen, Städtebau und Verkehr. 2002 erfolgte eine Umbenennung in Ministerium für Bau und Verkehr, seit 2011 hieß es Ministerium für Landesentwicklung und Verkehr. Mit Bildung des Kabinetts Haseloff III im Jahr 2021 übernahm es das Digitalressort aus dem Ministerium für Wirtschaft, Tourismus, Landwirtschaft und Forsten sowie die Zuständigkeit für die Informationssicherheit aus dem Ministerium für Finanzen und trägt seitdem den heutigen Namen.

## Liste der Verkehrsminister
| Name                                                  | Amtsantritt                   | Kabinett               | Partei               |
| Minister für Verkehr                                  | Minister für Verkehr          | Minister für Verkehr   | Minister für Verkehr |
| ----------------------------------------------------- | ----------------------------- | ---------------------- | -------------------- |
| Ernst Thape                                           | 16. Juli 1945                 | Hübener I              | SPD/SED              |
| Minister für Wirtschaft und Verkehr                   |                               |                        |                      |
| Willy Dieker                                          | 3. Dezember 1946              | Hübener II             | SED                  |
| Paul Lähne                                            | April 1949                    | Hübener II             | SED                  |
| Minister für Verkehr                                  |                               |                        |                      |
| Otto Rühle                                            | 10. Oktober 1949              | Bruschke I             | NDPD                 |
| Minister für Wirtschaft, Industrie, Aufbau und Arbeit |                               |                        |                      |
| Kurt Opitz                                            | 24. November 1950             | Bruschke II            | SED                  |
| Von 1952 bis 1990 existierte kein Land Sachsen-Anhalt |                               |                        |                      |
| Minister für Wirtschaft, Technologie und Verkehr      |                               |                        |                      |
| Horst Rehberger                                       | 2. November 1990 4. Juli 1991 | Gies Münch             | FDP                  |
| Rainhard Lukowitz                                     | 15. Dezember 1993             | Bergner                | FDP                  |
| Minister für Wohnungswesen, Städtebau und Verkehr     |                               |                        |                      |
| Jürgen Heyer                                          | 21. Juli 1994 26. Mai 1998    | Höppner I Höppner II   | SPD                  |
| Minister für Bau und Verkehr                          |                               |                        |                      |
| Karl-Heinz Daehre                                     | 16. Mai 2002                  | Böhmer I               | CDU                  |
| Minister für Landesentwicklung und Verkehr            |                               |                        |                      |
| Karl-Heinz Daehre                                     | 24. April 2006                | Böhmer II              | CDU                  |
| Thomas Webel                                          | 19. April 2011 25. April 2016 | Haseloff I Haseloff II | CDU                  |
| Minister für Infrastruktur und Digitales              |                               |                        |                      |
| Lydia Hüskens                                         | 16. September 2021            | Haseloff III           | FDP                  |

## Aufbau des Ministeriums
Das Ministerium gliedert sich in folgende Abteilungen:
- Planungsstab, Kommunikation
- Abteilung 1: Allgemeine Angelegenheiten
- Abteilung 2: Städtebau und Bauaufsicht, Landesentwicklung
- Abteilung 3: Verkehrsinfrastruktur und Mobilität
- Abteilung 4: Digitale Gesellschaft und Geoinformation
- Abteilung 5: Digitale Verwaltung

## Nachgeordnete Behörden
- Landesstraßenbaubehörde
- Landesamt für Vermessung und Geoinformation
- Nahverkehrsservice Sachsen-Anhalt (NASA)